# St. Oliver (Laatzen)

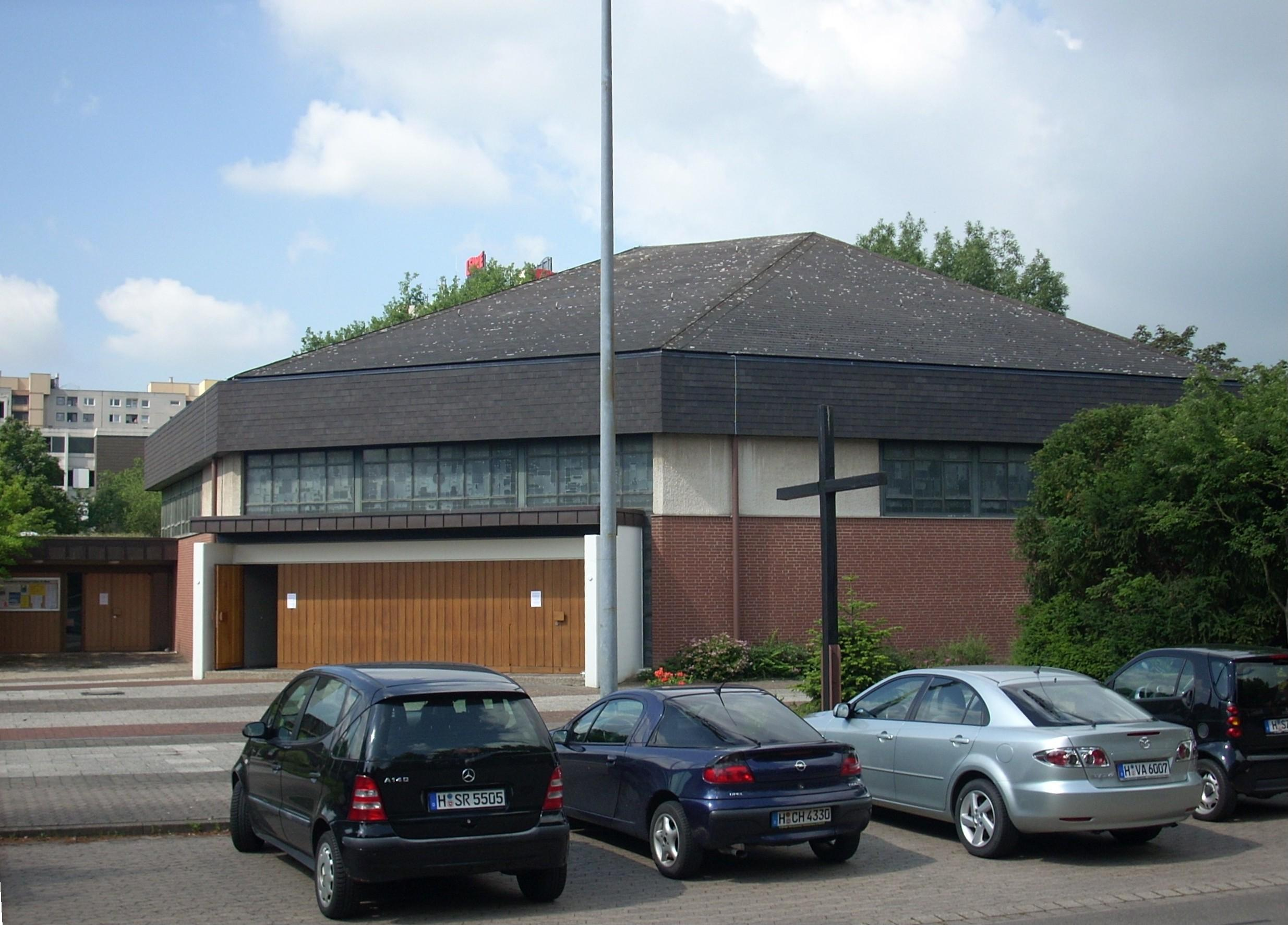
St. Oliver

St. Oliver ist die katholische Pfarrkirche in Laatzen (Pestalozzistraße 24), Region Hannover. Das Gotteshaus mit dem Patrozinium des 1975 heiliggesprochenen Oliver Plunkett wurde ab 1975 nach Plänen von Wolfgang Rauck erbaut und am 27. August 1977 durch Bischof Heinrich Maria Janssen geweiht. Ihre gleichnamige Pfarrgemeinde gehört zum Dekanat Hannover im Bistum Hildesheim.

## Geschichte
Im seit der Reformation lutherischen Dorf Laatzen gab es bis Ende des 19. Jahrhunderts nur wenige Katholiken. Das änderte sich mit dem sprunghaften Bevölkerungswachstum durch Ansiedlung von Industriebetrieben nach dem Ersten und durch die Erschließung des Messegeländes sowie den Zustrom Vertriebener nach dem Zweiten Weltkrieg.
Zunächst gehörten die Katholiken in Laatzen zur 1893 geweihten St.-Bernward-Kirche in Döhren, danach ab 1922 zu St. Michael in Wülfel.

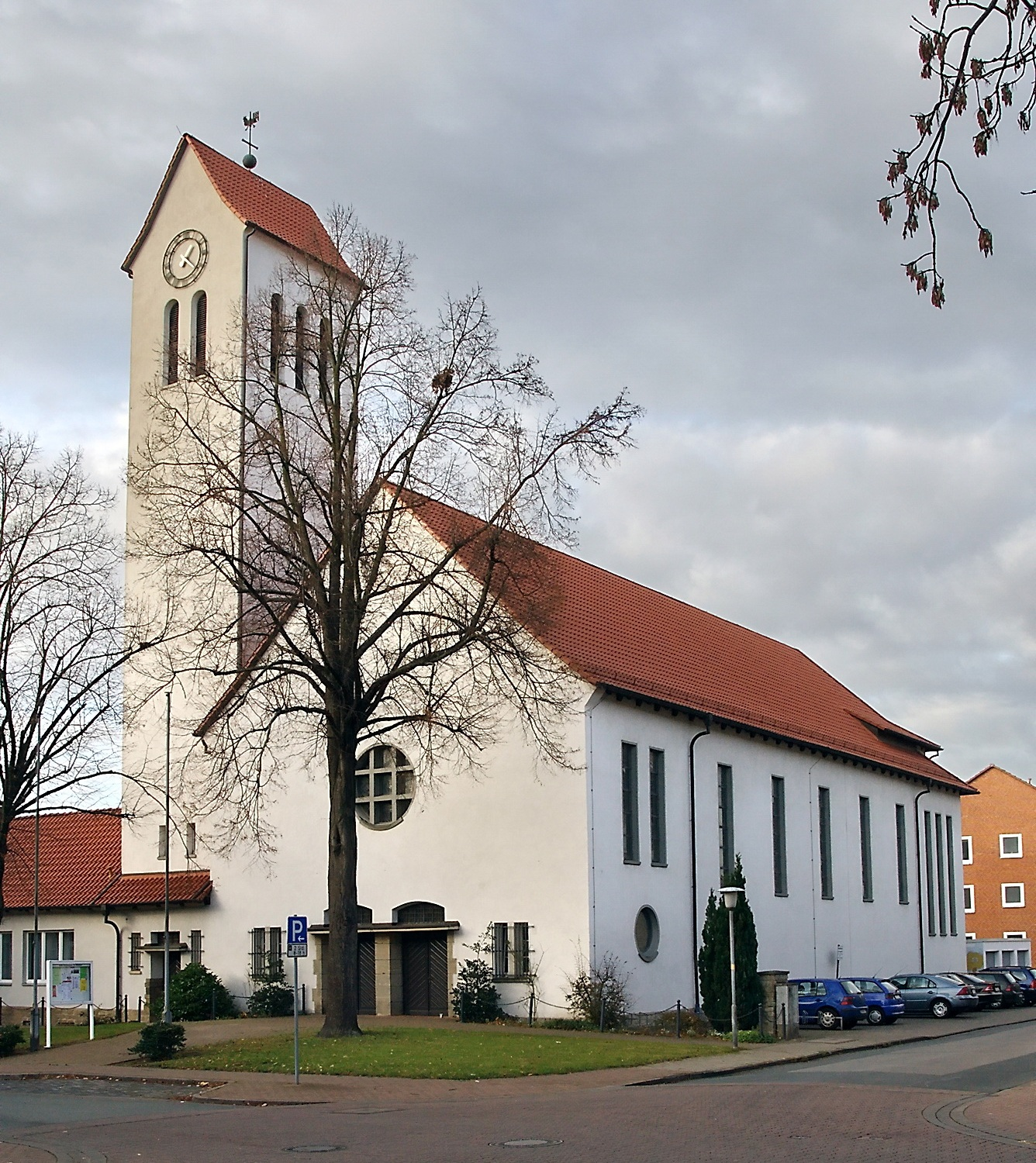
St. Mathilde

1937 wurde in Laatzen-West der Grundstein für die St.-Mathilden-Kirche gelegt, am 13. März 1938 folgte durch Bischof Joseph Godehard Machens ihre Weihe. Die in der Eichstraße 16 gelegene Kirche wurde nach der heiligen Mathilde benannt. Am 1. Oktober 1954 wurde St. Mathilde Kuratie und am 1. Oktober 1965 Pfarrkirche.
Um diese Zeit entstand der heutige Stadtteil Laatzen-Mitte, gleichzeitig wuchsen am Kronsberg und in Bemerode neue Baugebiete. Diese Entwicklung machte den Bau einer neuen, weiter östlich gelegenen großen Kirche erforderlich. Am 22. Dezember 1975, dem 4. Adventssonntag, erfolgte ihre Grundsteinlegung durch Generalvikar Adalbert Sendker. Die 1977 geweihte St.-Oliver-Kirche ist seit 1982 Pfarrkirche für den Bereich der Stadt Laatzen einschließlich Gleidingen (Filialkirche St. Josef) und einiger angrenzender Dörfer mit derzeit (2011) 5890 Katholiken. Von 1993 bis 2006 war der spätere Weihbischof Heinz-Günter Bongartz Pfarrer an der St.-Oliver-Kirche. Seit 2008 wird die Pfarrgemeinde durch den „Förderverein der Katholischen Kirchengemeinde St. Oliver, Laatzen e. V.“ unterstützt.
Im Rahmen des „Immobilienprozesses des Bistums Hildesheim“ wurden die Gemeindeglieder befragt, welche der beiden Kirchen in der Ortschaft Laatzen, St. Oliver oder St. Mathilde, zukünftig erhalten bleiben solle. Die andere müsse aufgegeben werden. Am 17. November 2024 wurde die Entscheidung zugunsten von St. Oliver und für die künftig anderweitige Nutzung von St. Mathilde festgestellt.

## Architektur und Ausstattung
St. Oliver ist ein turmloser Zentralbau auf dem Grundriss eines unregelmäßigen Sechsecks. Das Untergeschoss ist aus Backstein, das Obergeschoss aus Sichtbeton errichtet. Großflächige Buntglasfensterbahnen tauchen den Raum in farbiges Licht. Das Zeltdach, dessen höchste Erhebung zur Altarseite hin verschoben ist, ist innen mit Holz verkleidet. Die gesamte künstlerische Ausstattung schuf Claus Kilian. Zur Pfarrgemeinde gehört auch der am 1. September 1947 gegründete Kindergarten St. Mathilde, neben der gleichnamigen Kirche gelegen.

## Orgel
Die Orgel stammt von der Firma Siegfried Sauer und wurde am 13. April 1985 von Bischof Josef Homeyer eingeweiht. Sie hat 22 Register auf zwei Manualen und Pedal.